# Zora Grmek
Zora Grmek, članica organizacije TIGR, * 23. november 1919, Avber, † 23. april 1944, Trst.

## Življenje in delo
Rodila se je v zelo zavedni slovenski družini kmetu Alfonzu in gospodinji Viktoriji Grmek rojeni Žvokelj.
Tako kot vsa družina se je tudi sama pridružila tajni organizaciji TIGR. Gestapo jo je aretiral februarja 1944 kmalu po zajetju brata Cirila, jo prepeljal v Trst, tam v bunkerju na trgu Oberdan mučil ter jo z drugimi zaporniki 23. aprila 1944 obesil v ulici Ghega.